# 라남역
라남역(羅南驛)은 조선민주주의인민공화국 함경북도 청진시 라남구역에 위치한 평라선의 철도역이다. 일본군 19사단이 주둔하고 있던 지역이다.

## 역사
- 1919년 12월 10일: 영업 개시[1]